# Експлозивни вијак
Експлозивни вијак, или експлозивна спојница/копча (енгл. pyrotechnic fastener, explosive bolt), је механичка веза ,најчешће вијак и навртка, са уграђеним експлозивом који се може детонирати са удаљености (даљински). Сам вијак може садржати једно или више пуњења експлозива, која се најчешће активирају пропуштањем електричне струје кроз њих, тако да вијак пуца на два или више делова. Углавном се експлозивна пуњења постављају по обиму вијка, на местима на којима се жели да вијак пукне. Овакви вијци се највише користе у ракетној техници и истраживању свемира – код ракета-носача за одвајање степена ракете, јер су поузданији од механичких спојница. У литератури се често за овакав уређај користи назив пиро (енгл. pyro).
Уместо каписли за детонацију, због поузданости и сигурности, користе се другачије врсте детонатора, развијене за детонацију нуклеарних бојевих глава.
Најновија метода је коришћење полупроводничких ласера за активирање упаљача путем оптичког кабла, који затим детонира експлозивно пуњење.
Гасни генератори су блиско повезани са експлозивним вијцима. Ови генератори користе се за стварање велике количине гаса у кратком интервалу како би се надували балони, ваздушни јастуци у аутомобилима, избацили падобрани (на пример приликом повратка из свемира капсула са људском посадом) или за неке сличне намене.

## Састав експлозива
У састав експлозива који се користе код експлозивних вијака улазе разни елементи, зависно од тога колико брзо је потребно да он пукне и од жењене количине гаса. Неки материјали, попут Heksogen-а, сублимирају у вакууму, чиме се ограничава њихова примена у астронаутици.

#### Стандардне пиротехничке смеше агенције НАСА
- Манган / баријум хромат / олово(II) хромат – за одложено деловање, користи се када је потребна активација по неком редоследу. Сагорева без гаса.
- Heksogen / бездими барут – гасни генератор, није погодан за мисије у дубоки свемир, брзина сагоревања зависи од притиска
- Бор / шалитра – гасни генератор и упаљач ракетних мотора на чврсто гориво, стабилна при промени температуре и у вакууму, брзина сагоревања независна од притиска
- Цирконијум / калијум перхлорат – стандардни упаљач агенције НАСА; брзо нагомилавање притиска, испушта малу количину гаса и усијане честице, стабилна при промени температуре и у вакууму, може бити складиштен на дуже време. Остељива на статички електрицитет.
- Олово(II) азид – користи се код детонатора; осетљив на ударце, трење и статички електрицитет; стабилан при промени температуре и у вакууму ако се не користи декстрин; може бити складиштен на дуже време.
- Хексанитростилбен – користи се код детонатора и обликованих екслопзивних пуњења; осетљив само на експлозије; стабилан при промени температуре и у вакууму; приликом детонације достиже 6.700 m/s.